# Hans Troidl
Hans Troidl (* 5. Juli 1938 in Schwarzenfeld; † 31. Januar 2020) war ein deutscher Chirurg.

## Leben
Nach dem Studium der Medizin (1959–1964) in München absolvierte er von 1964 bis 1968 in München die Ausbildung zum Allgemeinchirurgen bei Rudolf Zenker und von 1969 bis 1978 in Marburg bei Horst Hamelmann (Habilitation). Er war von 1979 bis 1981 in Kiel bei Horst Hamelmann tätig. Von 1981 bis 2003 war er Universitätsprofessor und Direktor der Chirurgischen Klinik Köln-Merheim II (Lehrstuhl für Chirurgie der Universität zu Köln).

## Schriften (Auswahl)
- Halothane-Narkose in der Geburtshilfe mit Bestimmung des Halothane-Spiegels im Blut von Mutter und Kind. München 1966, OCLC 51516562.
- Experimentelle, klinisch-chemische und klinische Untersuchungen zur Frage von Operationsversagern (Rezidivulcera) in der Chirurgie des chronischen Duodenalulcus. 1973, OCLC 256615819.
- Täuschen und Tarnen. Ein Traktat zur Wahrhaftigkeit in Wissenschaft und Forschung. Jena 2003, OCLC 76603700.